# Cảnh sát Rumani
Cảnh sát Rumani (tiếng Rumani: Poliția Română, phát âm [poˈlit͡si.a roˈmɨnə]) là lực lượng cảnh sát quốc gia và là bộ phận hỗ trợ tư pháp tại Rumani. Lực lượng này trực thuộc Bộ Nội Chánh đứng đầu bởi Tổng Thanh tra giữ chức Quốc vụ khanh.

## Nhiệm vụ
Cảnh sát Rumani chịu trách nhiệm về:
- bảo vệ những quyền cơ bản và sự tự do của công dân và tài sản công cộng và tư nhân,
- sự bảo đảm và nhận diện tội phạm,
- giữ an toàn và trật tự công cộng.

## Tổ chức
Nha Tổng Thanh Tra Cảnh sát Rumani là bộ phận trung ương của Nha Cảnh sát Rumani với nhiệm vụ quản lý, hướng dẫn, hỗ trợ và điều khiển những hoạt động của các đơn vị cảnh sát, điều tra và phân tích những vụ án nghiêm trọng có kế hoạch, kinh tế tài chính, cướp ngân hàng, và một số tội khác được điều tra bởi Ty Công tố thuộc Tòa án Tối cao, theo luật Hình sự.

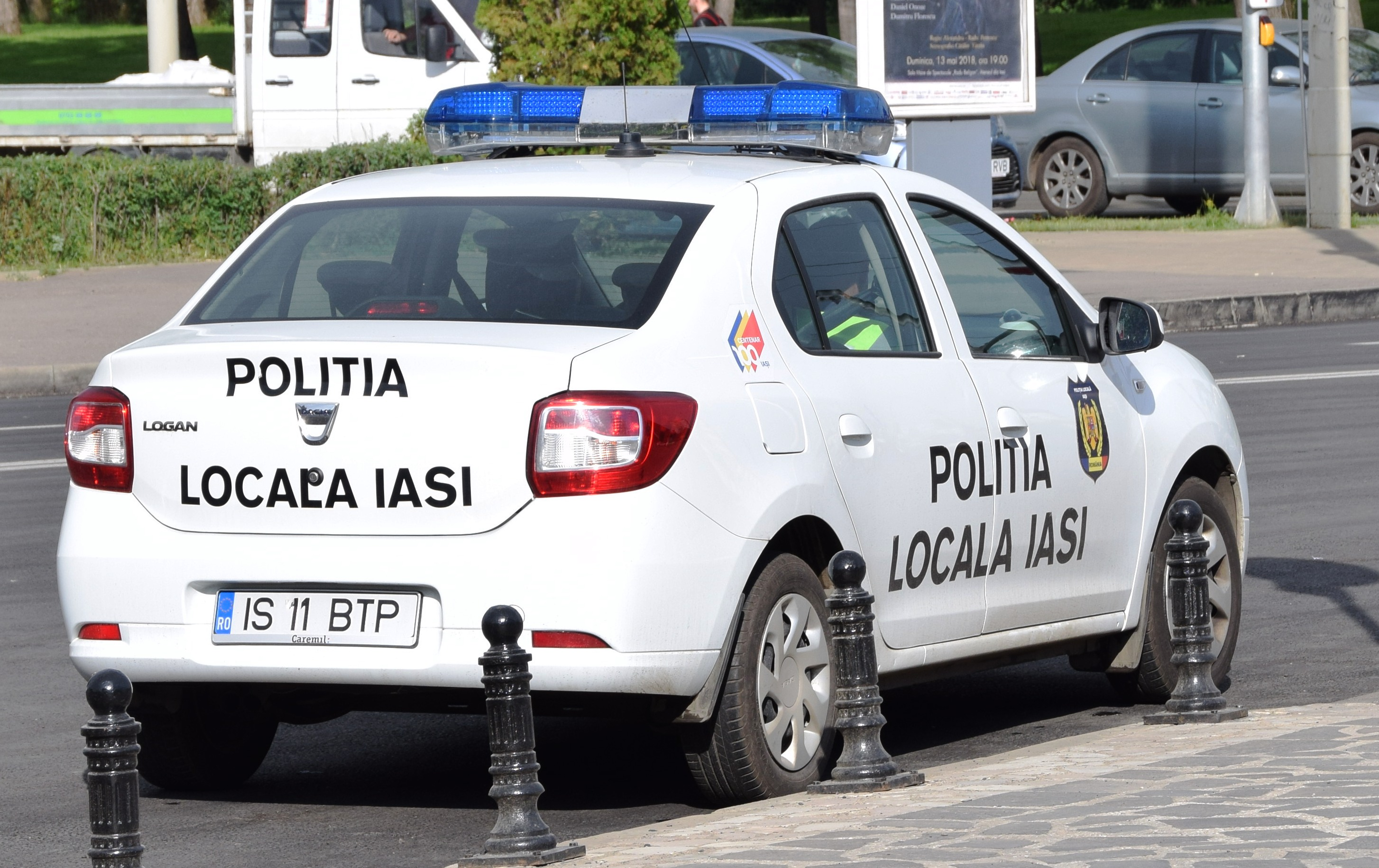
Xe Cảnh sát địa phương (Dacia Logan)

Tổng Nha Thanh tra Cảnh sát Rumani bao gồm Tổng Giám đốc, Giám đốc, Phục vụ và các văn phòng thành lập theo lệnh của Bộ Nội Chánh.
Tổng Nha Thanh tra được chỉ đạo bởi Tổng Thanh Tra do Bộ Nội Chánh chỉ định. Từ tháng 3 năm 2015, Tổng Thanh tra Cảnh sát sẽ do Thủ tướng Chính phủ chỉ định và giữ chức Quốc vụ khanh.

### Đơn vị trung ương
- General Directorate for Countering the Organized Crime - with 5 central directorates (Anti-Drug Directorate, Directorate of Combating Human Trafficking, Cyber Crime Directorate, Directorate of Combating Terrorism Financing and Money Laundering, Special Operations Directorate) and 15 regional Brigades of Countering Organized Criminality. These Brigades are specialized units and have the mission to fight against organized crime, drug trafficking, human trafficking, illegal migration, cyber crime, serious financial frauds, financing terrorism and money laundering.
- General Directorate for Criminal Investigations - with 3 central directorates: Fraud Investigations Directorate, Criminal Investigations Directorate, Directorate of Firearms, Explosives and Toxic Substances.
- General Directorate for Public Safety Police - with 3 central directorates: Public Order Directorate, Traffic Police Directorate, Transport Police Directorate.
- General Directorate for Administrative Police - with 4 central directorates: Forensics Institute, Directorate for Criminal Records, Statistics and Operational Registry, Directorate for Logistics Management, the Directorate for IT&C.

### Đơn vị lãnh thổ
Cảnh sát Rumani được chia thành 41 Nha Cảnh sát Thanh tra thuộc 41 quận (județ), và Tổng Nha Cảnh Sát Thủ đô Bucharest.
Mỗi Nha Thanh Tra (cả Tổng Nha Cảnh Sát Đô thành Bucharest) có một đội Cảnh sát Phản ứng nhanh (Detașamentul de Poliție pentru Intervenție Rapidă).

## Cơ sở hạ tầng và thiết bị
Cảnh sát Rumani có tổng cộng 9500 phương tiện chuyên nghiệp, chủ yếu là đến từ hãng Volkswagen và Dacia Logans. Mercedes và Vito cũng được sử dụng, nhưng chủ yếu trong các dội đặc nhiệm, cảnh sát biên phòng và các đơn vị khác. Cảnh sát Giao thông có BMW, Seat và Lotus, thông thường dùng để truy đuổi tội phạm. 
Cảnh sát cũng sử dụng trực thăng cơ để tuần tra trên không và phản hồi cấp. Thương hiệu được dùng phổ biến nhất là Eurocopter.
Những người cảnh sát khi đang công tác sẽ được trang bị dao găm, súng lục, súng ngắn, cùm số 8, batoong, và bộ đàm để liên lạc và nhận dạng.

## Cấp bậc
Trước năm 2002, Cảnh Sát Quốc gia có quân hàm và hệ thống cấp bậc. Thang 6 năm 2002, nó trở thành Lực lượng Cảnh sát Nhân dân (đầu tiên trong Đông Âu) và được chia thành 2 phần
- Cảnh sát (Corpul ofițerilor de poliție) - tương đương với quân hàm của quân đội, cho tới Thanh tra, Cảnh ty và Cố vấn theo kiểu cảnh sát Anh quốc

| Cấp bậc                        | Cầu vai | Dịch nghĩa            | Tương đương (Mỹ)   | Tương đương với CS Pháp Quốc  | Tương đương với CS đô thị Anh Quốc |
| ------------------------------ | ------- | --------------------- | ------------------ | ----------------------------- | ---------------------------------- |
| Chestor-general de poliție     |         | Đại tướng Cảnh Sát    | General            | Directeur des services actifs | Commissioner                       |
| Chestor-șef de poliție         |         | Thượng tướng Cảnh Sát | Lieutenant General | Inspecteur général            | Assistant Commissioner             |
| Chestor principal de poliție   |         | Trung tướng Cảnh Sát  | Major General      | Contrôleur général            | Deputy Assistant Commissioner      |
| Chestor de poliție             |         | Thiếu tướng Cảnh Sát  | Brigadier General  | Contrôleur général            | Commander                          |
| Comisar-șef de poliție         |         | Đại tá Cảnh Sát       | Colonel            | Commissaire divisionnaire     | Chief Superintendent               |
| Comisar de poliție             |         | Trung tá Cảnh Sát     | Lieutenant Colonel | Commissaire de police         | Superintendent Grade I             |
| Subcomisar de poliție          |         | Thiếu tá Cảnh Sát     | Major              | Commandant                    | Superintendent                     |
| Inspector principal de poliție |         | Đại tá Thanh Tra      | Captain            | Capitaine                     | Chief Inspector                    |
| Inspector de poliție           |         | Trung tá Thanh Tra    | Lieutenant         | Lieutenant                    | Inspector                          |
| Subinspector de poliție        |         | Thiếu tá Thanh Tra    | Second Lieutenant  | Lieutenant intern             | Temporary/Probationary Inspector   |

- Đặc nhiệm Cảnh Sát (Corpul agenților de poliție) - có quân hàm không tương đương với quân hàm quân đội

| Cấp bậc                        | Cầu Vai | Dịch nghĩa      | Tương đương (Mỹ)     | Tương đương với CS Pháp Quốc | Tương đương với CS đô thị Anh Quốc |
| ------------------------------ | ------- | --------------- | -------------------- | ---------------------------- | ---------------------------------- |
| Agent-șef principal de poliție |         | Đại tá Đặc vụ   | Sergeant Major       | Brigadier-major              | Station Sergeant                   |
| Agent-șef de poliție           |         | Trung tá Đặc vụ | Master Sergeant      | Brigadier-chef               | Station Sergeant                   |
| Agent-șef adjunct de poliție   |         | Thiếu tá Đặc vụ | Sergeant First Class | Brigadier                    | Sergeant                           |
| Agent principal de poliție     |         | Đặc vụ nhất     | Staff Sergeant       | Gardien de la paix           | Acting Sergeant                    |
| Agent de poliție               |         | Đăc vụ nhì      | Sergeant             | Gardien de la paix stagiaire | Constable                          |